# Hipposideros coxi
Hipposideros coxi är en fladdermusart som beskrevs av Robert Walter Campbell Shelford 1901. Hipposideros coxi ingår i släktet Hipposideros och familjen rundbladnäsor. IUCN kategoriserar arten globalt som otillräckligt studerad. Inga underarter finns listade i Catalogue of Life.
Arten lever i en mindre region på västra Borneo. Individer hittades nära ett 1280 meter högt berg.
Arten har 53 till 55 mm långa underarmar och väger cirka 10 g. På ovansidan förekommer mörkbrun päls och undersidans päls är ljusare brun. Hudflikarna på näsan (bladet) är stora och täcker även största delen av munnen.